# Château des évêques de Troyes
Le château des évêques de Troyes est un château situé à Saint-Lyé, en France.

## Description

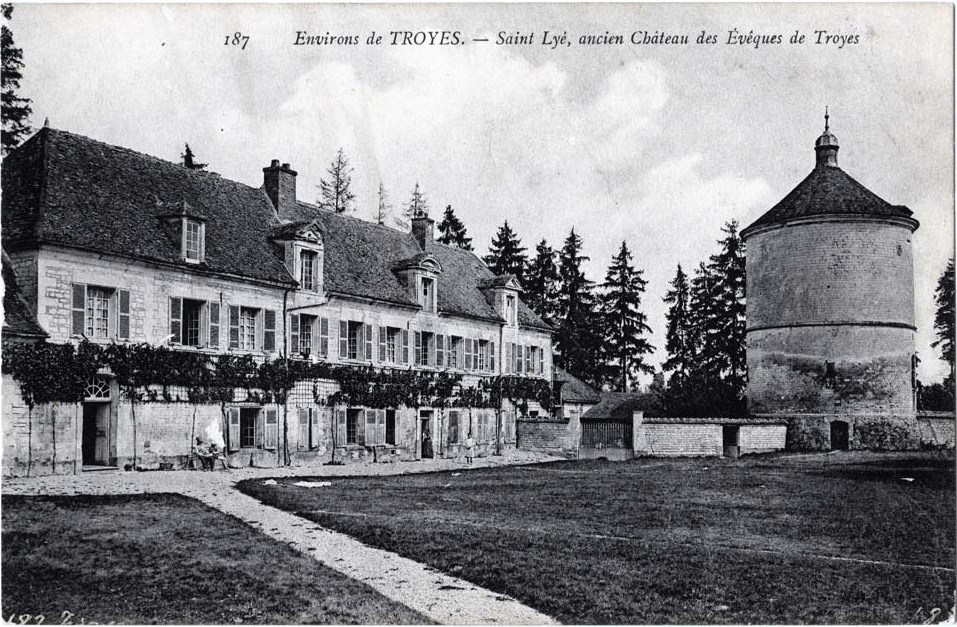
Sur une carte postale du début XXe siècle.

## Localisation
Le château est situé sur la commune de Saint-Lyé, dans le département français de l'Aube.

## Historique
Il est attesté dès 1180 et est connu pour le mariage du roi Louis X le Hutin avec Clémence de Hongrie sa seconde épouse du 31 juillet au 3 août 1315. En 1372, l'évêque Jean Braque assurait le roi Charles V que son château pouvait accueillir les habitants du village et ceux à deux lieues à la ronde. Le roi demandait à son bailli de s'assurer que lesdits habitants s'acquittaient bien de leur droit de garde au château en contrepartie. Le Bâtard de Bourbon logeait au château avec soixante-quinze chevaux le 18 octobre 1349. 
Le château fut remanié au XVIe siècle par Odard Hennequin. Si le pigeonnier est du XVIe siècle, les bâtiments actuels sont de la fin XVIIe siècle ou du début du siècle  suivant.
L'édifice est inscrit au titre des monuments historiques en 1933.